# Anuradha Annaswamy
Anuradha M. Annaswamy (* 11. Juni 1956 in Indien) ist eine indische Ingenieurin und Informatikerin. Sie ist bekannt für ihre Forschungen über adaptive Kontrolltheorie und intelligente Stromnetze. Seit 1996 arbeitet sie am Massachusetts Institute of Technology. Derzeit ist Annaswamy Senior Research Scientist am Department of Mechanical Engineering des Massachusetts Institute of Technology und leitet das Active Adaptive Control Laboratory.

## Karriere
Annaswamy erwarb 1979 einen Bachelor am Indian Institute of Science. Anschließend promovierte sie 1985 in Informatik an der Yale University.
Im Jahr 2014 erhielt Annaswamy Fördermittel von der National Science Foundation, um das Projekt „Towards resilient computational models of electricity-gas ICI“ gemeinsam mit den Kollegen Christopher Knittel und Ignacio Perez-Arriaga zu leiten.
Annaswamy hat mehr als 500 wissenschaftliche Publikationen veröffentlicht, die über 18.000 Mal zitiert wurden. Sie hat einen h-Index und einen i10-Index von 56 bzw. 210. Annaswamys meistzitierte Veröffentlichung (mit über 5.000 Zitaten), Stable adaptive systems, bietet ein Verständnis der globalen Stabilitätseigenschaften, die für die Gestaltung adaptiver Systeme wesentlich sind.

## Auszeichnungen
- 2017 Fellow, International Federation of Automatic Control
- 2017 Distinguished Lecturer, IEEE Control Systems Society
- 2016 IEEE Control Systems Society Distinguished Member[8]
- 2010 Auszeichnung für das beste Papier, IEEE Control Systems Magazine
- 2008 Donald Groen-Julius-Preis, Institution of Mechanical Engineers
- 2008 Hans Fischer Fellow, Technische Universität München, Institute for Advanced Studies
- 2002 IEEE Fellow für „Beiträge zur adaptiven Steuerungstheorie, zu neuronalen Netzen und zur aktiv-adaptiven Steuerung von Verbrennungssystemen“.[9]
- 1988 George Axelby Preis für das beste Papier, IEEE Transactions on Automatic Control

## Privatleben
Annaswamy ist verheiratet mit Mandayam Srinivasan.

## Ausgewählte Veröffentlichungen
- Stable adaptive systems. Kumpati Narendra und Anuradha Annaswamy. 2012. Courier Corporation.
- A new adaptive law for robust adaptation without persistent excitation. Kumpati Narendra and Anuradham Annaswamy. 1987. IEEE Transactions on Automatic control. 32(2): S. 134–145.
- Response of a laminar premixed flame to flow oscillations: A kinematic model and thermoacoustic instability results. M Fleifil, Anuradha Annaswamy, ZA Ghoneim, Ahmed F Ghoniem. 1996. Combustion and flame. 106(4): S. 487–510.
- Adaptive control of quadrotor UAVs: A design trade study with flight evaluations. Zachary T Dydek, Anuradha Annaswamy, Eugene Lavretsky. 2012. IEEE Transactions on control systems technology. 21(4): S. 1400–1406.
- Cyber-Physical-Human Systems: Fundamentals and Applications. Sarah Spurgeon, Anuradha Annaswamy, Pramod Khagonekar, Françoise Lamnabhi-Lagarrigue. 2022